# Herren är min starkhet och min lovsång
Herren är min starkhet och min lovsång är en psalm med texten hämtad ur Psaltaren 118: 14. Musiken är komponerad 1972 av Eva Pettersson och är upphovsrättsligt skyddad.

## Publicerad i
- Psalmer och Sånger 1987 som nr 771 under rubriken "Psaltarpsalmer och andra sånger ur bibeln - Bibelvisor".[2]
- Segertoner 1988 som nr 685 under rubriken "Bibelvisor och körer".[1]
- Frälsningsarméns sångbok 1990 som nr 836 under rubriken "Glädje. vittnesbörd, tjänst"
- Sångboken 1998 som nr 175.